# 卡馬華尼

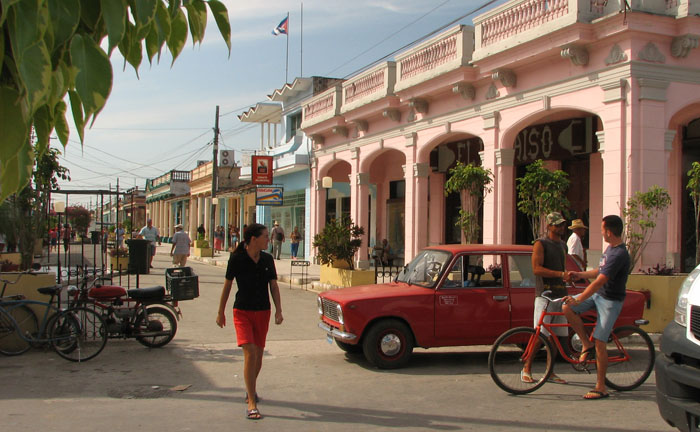

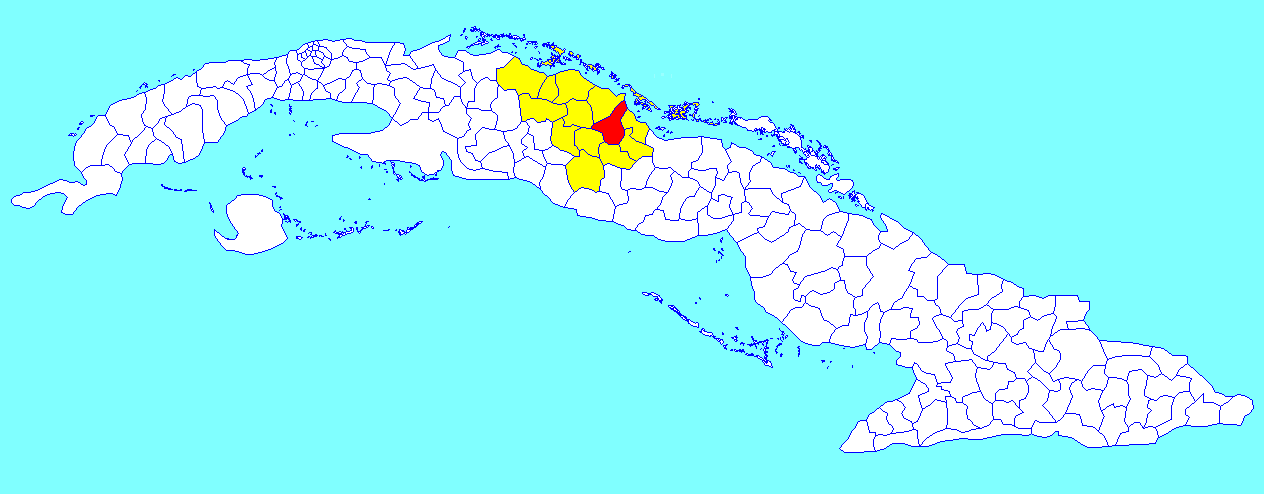

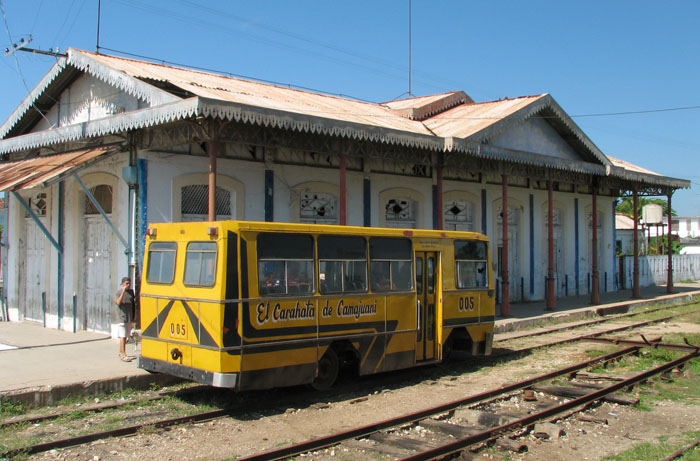

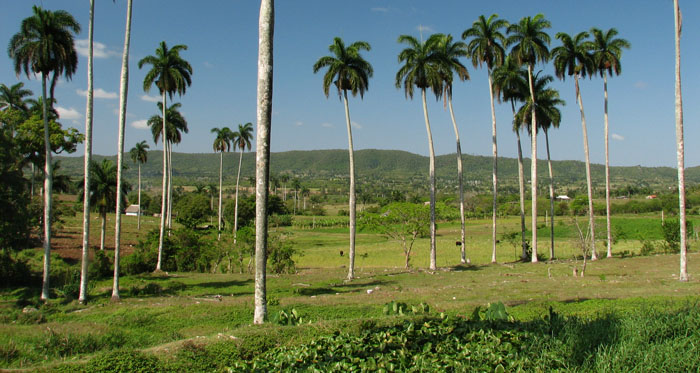

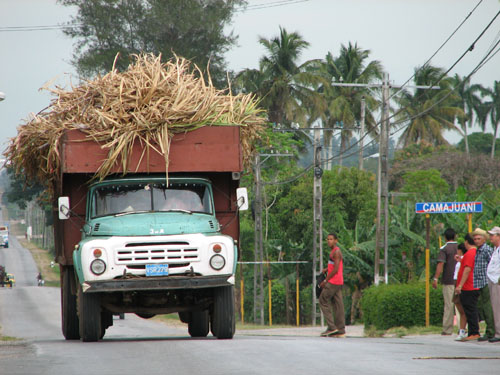

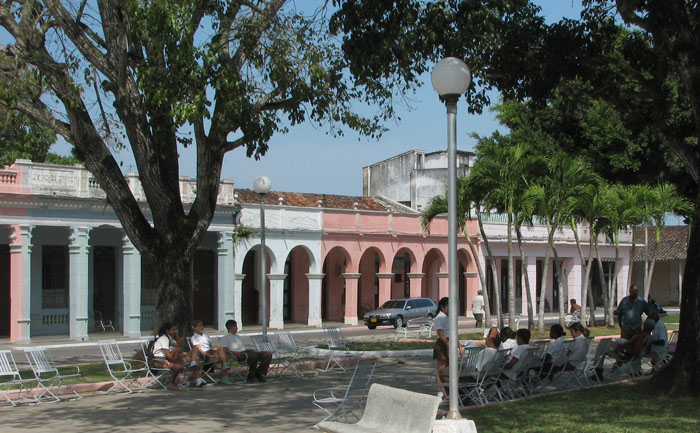

卡馬華尼，是古巴的城鎮，位於該國中部，由比亞克拉拉省負責管轄，始建於1841年，面積614平方公里，海拔高度115米，2012年普查人口數為59,464人，人口密度每平方公里103.5人。